# Le Songe d'un habitant du Mogol
Pour les articles homonymes, voir Le Songe (homonymie).
Le Songe d'un Habitant du Mogol est la quatrième fable du livre XI de Jean de La Fontaine situé dans le second recueil des Fables de La Fontaine, édité pour la première fois en 1678.

## texte de la fable
Jadis certain Mogol vit en songe un Vizir,

Aux champs Élysiens possesseur d’un plaisir,

Aussi pur qu’infini, tant en prix qu’en durée ;

Le même songeur vit en une autre contrée

Un Hermite entouré de feux,

Qui touchait de pitié même les malheureux.

Le cas parut étrange, et contre l’ordinaire,

Minos en ces deux morts semblait s’être mépris.

Le dormeur s’éveilla tant il en fut surpris.

Dans ce songe pourtant soupçonnant du mystère,

Il se fit expliquer l’affaire.

L’interprète lui dit : Ne vous étonnez point,

Votre songe a du sens, et si j’ai sur ce point

Acquis tant soit peu d’habitude,

C’est un avis des Dieux. Pendant l’humain séjour,

Ce Vizir quelquefois cherchait la solitude ;

Cet Hermite aux Vizirs allait faire sa cour.

Si j’osais ajouter au mot de l’interprète,

J’inspirerais ici l’amour de la retraite ;

Elle offre à ses amants des biens sans embarras,

Biens purs, présents du Ciel, qui naissent sous les pas.

Solitude où je trouve une douceur secrète,

Lieux que j’aimai toujours, ne pourrai-je jamais,

Loin du monde et du bruit goûter l’ombre et le frais ?

Ô qui m’arrêtera sous vos sombres asiles !

Quand pourront les neuf Sœurs, loin des cours et des Villes,

M’occuper tout entier, et m’apprendre des Cieux

Les divers mouvements inconnus à nos yeux,

Les noms et les vertus de ces clartés errantes,

Par qui sont nos destins et nos mœurs différentes ?

Que si je ne suis né pour de si grands projets,

Du moins que les ruisseaux m’offrent de doux objets !

Que je peigne en mes Vers quelque rive fleurie !

La Parque à filets d’or n’ourdira point ma vie ;

Je ne dormirai point sous de riches lambris.

Mais voit-on que le somme en perde de son prix ?

En est-il moins profond, et moins plein de délices ?

Je lui voue au désert de nouveaux sacrifices.

Quand le moment viendra d’aller trouver les morts,

J’aurai vécu sans soins, et mourrai sans remords.
— Jean de La Fontaine, Fables de La Fontaine, Le Songe d'un habitant du Mogol, texte établi par Jean-Pierre Collinet, Fables, contes et nouvelles, Gallimard, « Bibliothèque de la Pléiade », 1991, p. 431